# Лавабо
Лава́бо (рубоб, рубоби — тадж., рабо́б — узб.) — струнный щипковый инструмент, распространён среди уйгуров, населяющих провинцию Синьцзян на северо-западе Китая. Сходен с азиатским рубабом.
Имеет небольшой деревянный округлый корпус с кожаной верхней декой и длинную шейку с отогнутой головкой. Последняя у основания снабжена двумя роговидными отростками. Обычно на шейке расположены 21—23 навязнях (шёлковых) лада, но встречаются и безладовые инструменты. Общая длина инструмента от 600 до 1000 мм.
На шейку натягиваются пять струн. Первые две струны — мелодические, настраиваются в унисон, остальные — в кварту и квинту.
Звук звонкого тембра, извлекается деревянным плектром. Лавабо применяется в основном для аккомпанемента пению и танцам.